# Шаули
Шаули — козацько-старшинський, згодом — дворянський рід, що походить від Семена Шаули., носівського сотника (1675).
Його син — Федір Семенович (серед. — 2-га пол. 17 ст.), носівський сотник (1675 — імовірно, 1682),
- онук Семен Федорович (р. н. невід. — п. до 1749), носівський сотник (1707—10, 1718—19), та
  - правнук — Андрій Семенович (бл. 1699 — бл. 1770), київ. полковий обозний (1737—38), учасник Польського (1733) та Очаківського (1737) походів, та
  - правнук — Карпо Семенович (бл. 1703 — до 1792), носівський сотник (1735—64), учасник Низового походу (1725—29).
- онук Григорій Федорович (1-ша пол. 18 ст.), носівський сотник (імовірно, 1710-ті рр.)

До цього роду також належали:
- Іван Прокопович (р. н. невід — п. 1735), носівський сотник (1727—35);
- Іван Карпович (бл. 1743—1789), носівський сотник (1771—79);
- Андрій Якович (бл. 1729 — бл. 1800), носівський сотник (1767), полковник 1-го компанійського полку (див. Компанійські полки; 1770—78), учасник російсько-турецької війни 1768—1774.

Рід внесений до 2-ї частини Родовідної книги Чернігівської губернії.
Споріднення цього роду з відомим ватажком козацького повстання 1594—96 під проводом С.Наливайка Матвієм Шаулою документально не доведене.